# Grevindeskov (Holbæk Kommune)
 Grevindeskov  er en privat skov, der ligger i Midtsjælland  ved Jyderup mellem Kalundborg og Holbæk.
Skoven hænger sammen med flere andre skove, Stokkebjerg Skov og Bjergsted Skov, og er i dag et rekreativt område for borgere i Jyderup og omegn.
Den sydlige del af skoven er i dag gennemskåret af Skovvejen, (primærrute 23) som er en firesporet motortrafikvej mellem Holbæk og Kalundborg. 
Vejdirektoratet er i gang med at planlægge at opgradere Skovvejen fra en motortrafikvej til motorvej (Kalundborgmotorvejen).
|  | Denne artikel om lokaliteten Grevindeskov (Holbæk Kommune) kan blive bedre, hvis der indsættes et (bedre) billede. Du kan hjælpe ved at afsøge Wikimedia Commons for et passende billede eller lægge et op på Wikimedia Commons med en af de tilladte licenser og indsætte det i artiklen. |

55°40′08″N 11°23′01″Ø / 55.6688°N 11.3836°Ø